# Pachypodium succulentum
Pachypodium succulentum ist eine Pflanzenart aus der Gattung Pachypodium in der Familie der Hundsgiftgewächse (Apocynaceae).

## Beschreibung
Pachypodium succulentum ist eine ausdauernde Pflanze, die als niedriger, verzweigter Halbstrauch wächst und aus einem rübenartigen, mehr oder weniger unterirdischen Caudex mit einem Durchmesser von bis zu 15 cm entspringt. Die Zweige sind 20 bis 60 cm lang und 5 bis 12 mm stark und sparrig verzweigt, zunächst sind sie filzig behaart, später zeigt sich die braune Rinde. Die Pflanze ist mit paarweise stehenden, bis zu 25 mm langen Dornen besetzt, selten stehen ein bis zwei zusätzliche Dornen oberhalb der Knospen. Die Laubblätter stehen spärlich verteilt, sie sind schmal langgestreckt-lanzettlich bis umgekehrt lanzettlich und werden 1,5 bis 6 cm lang, sowie 0,2 bis 1 cm breit.
Die Blüten stehen in kleinen Gruppen an der Spitze der Zweige, sie sind 1 bis 2 cm lang und messen 1,8 bis 4 cm im Durchmesser. Die Kronröhre hat einen Durchmesser von 3 bis 4 mm. Die Art ist in Größe und Farbe der Blüten stark variabel, die Farben reichen von weiß und pink über verschiedene gestreifte Varianten bis hin zu purpurn. 
Die Früchte sind 4 bis 6 cm lang, die Samen sind eiförmig und 5 mm groß.
Die Chromosomenzahl beträgt 2n = 18.

## Vorkommen
Die Art ist in den südafrikanischen Provinzen Nordkap und Westkap, sowie im Norden bis nach Freistaat verbreitet.

## Systematik
Die Erstbeschreibung der Art als Echites succulenta wurde 1782 durch Carl von Linné veröffentlicht. Robert Sweet stellte die Art 1830 in die Gattung Pachypodium.
Nomenklatorische Synonyme sind Echites succulenta L.f., Pachypodium tuberosum Lindley, Pachypodium tomentosum G.Don, Pachypodium griquense L.Bolus und Pachypodium jasminiflorum L.Bolus.

## Nachweise